# (35296) 1996 VY1
1996 VY1 (asteroide 35296) é um asteroide da cintura principal. Possui uma excentricidade de 0.20119790 e uma inclinação de 10.89895º.
Este asteroide foi descoberto no dia 1 de novembro de 1996 por Beijing Schmidt CCD Asteroid Program em Xinglong.